# 츠키지 토시히코
쓰키지 도시히코(일본어: 築地 俊彦)는 일본의 라이트 노벨 작가이자 각본가이다.

## 약력
1988년 게임 제작 회사 유엔타이가 운영하는 플레이 바이멜 개발에 참여한 것을 계기로 1990년 6월 게임 제작 회사 호비 데이터 설립에 참가했다. 같은 회사가 운영하는 플레이 바이멜의 게임 관리자 중 한명으로 2003년까지 활동하기도 했다. 주로 미스터리나 전쟁 등 무거운 소재를 쓰는 시나리오를 쓰지만, 반면 로맨스 코미디 장르에도 정평이 나있기도 하다.